# Eriksgatan Önnersta – Penningby

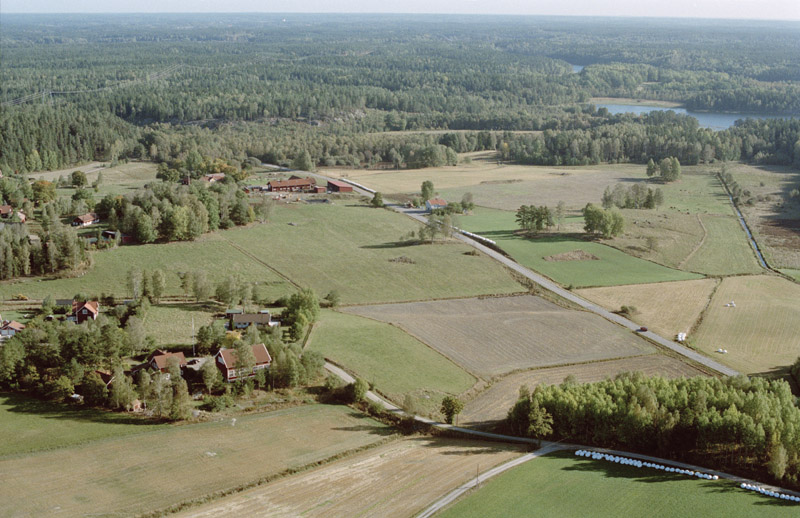
Flygfoto över Stene där Eriksgatan mellan Önnersta och Penningby passerade. Bilden är från 1997.

Eriksgatan Önnersta – Penningby är en gammal vägsträckning som går parallellt med länsväg 223 på sträckan mellan Önnersta och Penningby genom Björnlunda och Ludgo socknar.
Sträckan som är en välbevarad ålderdomlig grusväg utgör troligen den vägsträckning Eriksgatan passerade mellan Önnersta och Aspa men är troligen äldre, vilket antyds av runristningen vid Stene i Axala. Längre söderut vid Aspa tingsställe lät de även uppföra stenen Södermanlands runinskrifter 141 vid forna tingsplatsen vid Aspa där även en bro uppfördes. Vägen finns dokumenterad första gången på kartor från 1670-talet. Utmed vägen står milstenar, några äldre från 1779 men de flesta från senare vägmätning 1853. Många av gårdsnamnen utmed vägsträckningen har namn från järnåldern, och i anslutning till dessa gårdar finns ofta gravfält från yngre järnålder. Enstaka ensamliggande stensättningar från äldre järnålder och bronsålder finns även i området. Bronsåldersboplatser finns vid Smedsta, Önnersta, Förnäs och vid Björnlunda hembygdsgård. Ett flertal områden med skärvstenshögar och områden med skålgropar. Här finns även enstaka hällristningar.